# 李庆文 (1931年)
李庆文（1931年6月—），男，汉族，辽宁营口人，中华人民共和国政治人物。曾任辽宁省农业科学院副院长。主要研究領域為耕作栽培。第八届全国政协委员。

## 生平
毕业于辽东农业专科学校，1962年毕业于沈阳农学院农学系（函授）和浙江农业大学遗传育种进修班。主要著作有《向日葵及其栽培》、《机械化耕作栽培》、《早田灌溉》、《通俗植物学》、《农村科学实验法》
、《间、混、套复种技术》等。